# Czerewani
Czerewani (ukr. Черевані) – wieś na Ukrainie, w obwodzie połtawskim, w rejonie krzemieńczuckim, w hromadzie Hłobyne. W 2001 liczyła 304 mieszkańców, spośród których 300 wskazało jako ojczysty język ukraiński, a 4 rosyjski.